# Long Duckmanton
Long Duckmanton är en by i Derbyshire i England. Byn är belägen 36,2 km 
från Derby. Orten har 621 invånare (2015).